# António Almeida Costa
António Almeida Costa (Celorico da Beira, 25 de Maio de 1903 — Lisboa, 24 de Agosto de 1978) foi um matemático português.

## Biografia
Fez os estudos secundários no liceu da Guarda e os estudos superiores na Universidade do Porto, tendo concluído a sua licenciatura em Ciências Matemáticas em 1924. Pertenceu ao corpo docente da Faculdade de Ciências da Universidade do Porto, de 1928 a 1952, como professor de Astronomia.
De 1937 a 1939 estudou física teórica (particularmente teoria da relatividade e mecânica quântica) na Universidade de Berlim.
A partir de 1952 foi Professor Catedrático de Álgebra na Faculdade de Ciências da Universidade de Lisboa onde regeu, além de diversas disciplinas de álgebra, cadeiras de geometria descritiva, geometria superior e física matemática. Jubilou-se em 1973.
Em 1959 foi eleito membro correspondente da Academia das Ciências de Lisboa, passando a sócio efectivo em 1972 e a presidente em 1977.
Entre os cargos que deempenhou, destacam-se:
- director do Centro de Matemáticas Aplicadas ao Estudo da Energia Nuclear;
- superintendência da Comissão de Estudos da Energia Nuclear;
- membro do Conselho de Investigação Científica do Instituto de Alta Cultura;
- membro do Conselho de Ciência da Fundação Calouste Gulbenkian;
- vogal da Comissão anexa à primeira secção da Junta Nacional de Educação;
- director da Faculdade de Ciências (Março de 1972 – Maio de 1973);
- director de projectos de investigação do Instituto de Alta Cultura.

## Homenagens
A 4 de julho de 1973, foi agraciado com o grau de Comendador da Ordem Militar de Sant'Iago da Espada.
A Academia de Ciência de Lisboa criou os Prémios Professor António Almeida Costa, destinados a galardoar trabalhos monográficos de álgebra.
De 14 a 18 de Julho de 2003 decorreu uma conferência em sua homenagem na Faculdade de Ciências da Universidade de Lisboa.

## Obras
- Notas de Cálculo Vectorial, Porto, Imprensa Portuguesa, 1931
- Sobre a Dinâmica dos Sistemas Holónomos, Porto, Imprensa Portuguesa, 1932
- Elementos de Teoria dos Grupos, Porto, Centro de Estudos Matemáticos do Porto, Porto, 1942
- Grupos abelianos e anéis e ideais não comutativos, sistemas hipercomplexos e representações (vol. I) Centro de Estudos Matemáticos do Porto, Porto, 1942
- Elementos da Teoria dos Anéis, Centro de Estudos Matemáticos do Porto, Porto, 1943
- Grupos abelianos e anéis e ideais não comutativos. Sistemas hipercomplexos e representações (vol. II), Centro de Estudos Matemáticos do Porto, Porto, 1948
- Curso de Álgebra abstracta, Lisboa, 1954
- Elementos de álgebra linear e de geometria linear, Lisboa, 1958
- Cours d'algèbre générale I: Ensembles, Treillis, Demi-groupes, Groupes, Quasi-groupes, Lisboa Fundação Calouste Gulbenkian, 1964
- Cours d'algèbre générale II: Anneaux, Modules, Quasi-anneaux, Corps, Matrices, Algèbres, Lisboa, Fundação Calouste Gulbenkian, 1967
- Cours d’algèbre génèrale III: Demi-anneaux, Anneaux, Algébre Homologique, Représentations, Algébres, Lisboa, Fundação Calouste Gulbenkian, 1974.
- Matemática: Documentação e textos de apoio para os professores do 7º ano de escolaridade, Lisboa, MEIC, 1975.
- Compêndio de Matemática — Ensino liceal (em co-autoria com Alfredo Osório dos Anjos), Porto, Porto Editora, 1971, 3 vols.
- Compêndio de Matemática — Ensino unificado (em co-autoria com Alfredo Osório dos Anjos), Porto, Porto Editora, 1976.
- Matemática Jovem (em co-autoria com Alfredo Osório dos Anjos), Porto, Porto Editora, 1982.
- Exercícios de Matemática Jovem (em co-autoria com Orquídea Almeida Costa e Cármen Nazaré Falcão), Porto, Porto Editora, 1982.